# Pilostemon filifolia
Pilostemon filifolia là một loài thực vật có hoa trong họ Cúc. Loài này được (C.Winkl.) Iljin miêu tả khoa học đầu tiên năm 1961.